# Almas (São Tomé)
Almas ist ein Ort im Distrikt Mé-Zóchi auf der Insel São Tomé im Inselstaat São Tomé und Príncipe.

## Geographie
Der Ort liegt auf einer Höhe von ca. 40 m etwa einen Kilometer südwestlich von Praia Melão und 5 km südlich der Hauptstadt São Tomé an einer Stelle, an der die wichtigen Straßen EN 2 und EN no.2 (ES 6) sich schneiden, oberhalb des Tales des Rio Manuel Jorge.